# Jabal Acdar (distrito)
Jabal ou Gebel Acdar (em árabe: الجبل الأخضر; romaniz.: Al Jabal al Akhdar) é um dos distritos da Líbia. Foi criado em 1983 e segundo censo de 1987 havia 120 662 residentes. Em 1995, registra-e que tinha 37 000 quilômetros quadrados e população de 381 165 ou 308 300 (as fonte contradizem). Em 2001, nova reorganização territorial é feita e registrou-se 152 232 residentes no distrito.
Hoje, faz divisa com os distritos de Marje a oeste, Bengasi ao sul e Oásis a sul. Segundo censo de 2012, sua população total era de 209 978 pessoas, das quais 202 049 eram líbios e 7 929 não-líbios. O tamanho médio das famílias líbias era 5.54, enquanto o tamanho médio das não-líbios era de 4.4. Há no total 42 085 famílias no distrito, com 40 161 sendo líbias e 1 924 não-líbias. Em 2012, aproximados 598 indivíduos morreram no distrito, dos quais 444 eram homens e 154 eram mulheres.